# Joan Fulleylove
Joan Fulleylove (geboren 22. August 1886 in London; gestorben Januar 1947 in Clarens VD, Schweiz) war eine britische Glasmalerin.

## Leben
Joan Fulleylove war eine Tochter des Malers John Fulleylove und der Elizabeth Elgood, ihr Onkel George Samuel Elgood (1851–1943) war ein Gartenmaler. Ihr Bruder Christopher Fulleylove (1887–1954) wurde ebenfalls Maler.
Fulleylove studierte von 1907 bis 1909 an der Slade School of Fine Art beim Glasmaler des Arts and Crafts Movement Karl  Parsons (1884–1934) und arbeitete im Atelier von Mary Lowndes und Alfred Drury. Neben der Glasmalerei schuf sie Bilder und Holzschnitte.
Fulleylove unterstützte die Frauenwahlrechtsbewegung, von ihr ist eine Postkartengrafik mit dem Motiv Be just, be generous, give us the key vorhanden.
In Ägypten schuf sie zusammen mit Mabel Esplin  (1874–1921) die Glasfenster für die Anglican Cathedral in Khartum. Das nach der Unabhängigkeit des Sudan umgewidmete Kirchengebäude wurde in das „Republican Palace Museum“ integriert, die Glasfenster sind erhalten.
Joan Fulleylove starb auf einer Reise in der Schweiz.

## Arbeiten (Auswahl)
- Fenster in St. George’s Chapel in der Church of St. Peter in Bushy Heath, Hertfordshire.[4]
- Fenster für Frederick Haeffner in der Kirche St John-at-Hampstead, London[5]
- Kriegerdenkmal als Glasfenster im Stil des Art déco in der St Lawrence’s Church in York, 1929[5]
- Fenster in der Church of St Andrew in Narberth, Pembrokeshire, 1932[5]
- Ein Glasfenster nach ihrem Entwurf wurde 1949 postum für die Church of St Mary the Virgin, Barnham, West Sussex erstellt.[6][5]